# يو إف سي ليلة القتال: لاد ضد دومون
يو إف سي ليلة القتال: لاد ضد دومون (بالإنجليزية: UFC Fight Night: Ladd vs. Dumont)‏ (المعروف أيضًا باسم يو اف سي ليلة القتال 195، يو اف سي فيغاس 40، يو إف سي على إي إس بي إن+ 53) هو حدث لفنون القتال المختلطة نظمته يو إف سي، وأُقيم في 16 أكتوبر 2021، على يو إف سي أبيكس في إنتربرايز، نيفادا، وهي جزء من منطقة لاس فيغاس الحضرية، الولايات المتحدة.

## الجوائز الإضافية
حصل المقاتلون التاليون على مكافآت بقيمة 50 ألف دولار.
- قتال الليلة: لم تُمنح.
- أداء الليلة: جيم ميلر، نيت لاندوير، برونو سيلفا، ودانا باتجيريل